# Ернст VI фон Хонщайн
Ернст VI фон Хонщайн-Клетенберг (на немски: Ernst VI von Honstein-Klettenberg; * ок. 1515; † 25 юни 1562) е от 1552 г. граф на Хонщайн и господар на Клетенберг (Хоенщайн) в Тюрингия.
Той е най-възрастният син на граф Ернст V фон Хонщайн-Клетенберг (1470 – 1552) и съпругата му графиня Анна фон Бентхайм (1495 – 1559), дъщеря на граф Евервин II фон Бентхайм (1461 – 1530) и принцеса Ингеборг фон Мекленбург-Щаргард († 1509). Брат е на Фолкмар Волфганг (1512 – 1580), граф на Хонщайн-Клетенберг-Лаутерберг.
Ернст VI умира на 25 юни 1562 г. и е погребан в манастир Валкенрид.

## Фамилия
Ернст VI се жени 1556 г. за графиня Катарина фон Шварцбург (* ок. 1534; † 5 април 1568), дъщеря на граф Йохан Хайнрих фон Шварцбург-Лойтенберг (1496 – 1555) и Маргарета фон Ройс-Вайда († 1569). Те имат една дъщеря:
- Анна Мария (1558 – 1595), омъжена 1574 г. за Лудвиг I фон Путбус господар на Путбус в Мекленбург (1549 – 1594), син на Георг I фон Путбус (1519 – 1563) и Анна Катарина фон Хонщайн-Фирраден-Швет (1502 – 1567)

Вдовицата му Катарина фон Шварцбург се омъжва втори път на 7 март 1568 г. в Елрих за граф Бодо II фон Регенщайн-Бланкенбург (1531 – 1594), син на граф Улрих X фон Регенщайн-Бланкенбург (1499 – 1551).